# Hello!瑪奇課
《Hello!瑪奇課》是由西瓜哥哥、月亮姐姐、番茄姐姐 (第一代)所主持東森幼幼台的兒童節目，以魔術結合科學製作的節目，共13集。

## 外部連結
- YouTube上的【Hello!瑪奇課】完整版線上看｜魔術｜科學｜兒童節目｜YOYO播放列表